# Ameles kervillei
 Ameles kervillei es una especie de mantis de la familia Mantidae.

## Distribución geográfica
Se encuentra en Siria.